# Daam Foulon
Daam Wonnebald Foulon (Mechelen, 23 maart 1999) is een Belgisch voetballer die bij voorkeur als verdediger speelt. In augustus 2020 ruilde hij Waasland-Beveren in voor Benevento Calcio. Foulon wint de Gouden Croc editie 2024.

## Clubcarrière
Foulon begon zijn jeugdopleiding bij KFC Muizen. Na passages bij Racing Mechelen en Lierse SK kwam hij in 2015 in de jeugdopleiding van RSC Anderlecht terecht. In het voorjaar van 2018 ondertekende hij een contract bij de eerste ploeg van Waasland-Beveren. Foulon zou normaal pas in de zomer van 2018 de overstap maken van Anderlecht naar Waasland-Beveren, maar in het kader van de transfer van Ryota Morioka ging de transfer sneller dan gepland door.
Hij debuteerde voor de ploeg tijdens de play-offs van het seizoen 2017/18. In zijn eerste volledige seizoen bij Waasland-Beveren klokte hij af op 11 wedstrijden in de reguliere competitie, hetgeen hij na deelname aan Play-off 2 kon uitbreiden tot 18 competitiewedstrijden. In het seizoen 2019/20 werd hij onder trainer Arnauld Mercier een vaste waarde op linksachter.
In de voorbereiding op het seizoen 2020/21 genoot Foulon de interesse van Benevento Calcio. De pas naar de Serie A gepromoveerde club bracht in juli 2020 een bod van 500.000 euro uit op de verdediger. Nadat hij op de tweede speeldag van dat seizoen voor Waasland-Beveren in actie kwam tegen Standard Luik, maakte de toen 21-jarige verdediger effectief de overstap naar Benevento, dat uiteindelijk 600.000 euro neertelde. Na 1 jaar degradeerde Foulon met Benevento terug naar de Serie B.

## Clubstatistieken
| Seizoen | Club             | Competitie      | Competitie | Competitie | Beker | Beker | Supercup | Supercup | Totaal | Totaal |
| Seizoen | Club             | Competitie      | Wed.       | Dlp.       | Wed.  | Dlp.  | Wed.     | Dlp.     | Wed.   | Dlp.   |
| ------- | ---------------- | --------------- | ---------- | ---------- | ----- | ----- | -------- | -------- | ------ | ------ |
| 2017/18 | Waasland-Beveren | Eerste klasse A | 4          | 0          | 0     | 0     | —        | —        | 4      | 0      |
| 2018/19 | Waasland-Beveren | Eerste klasse A | 18         | 0          | 1     | 0     | —        | —        | 19     | 0      |
| 2019/20 | Waasland-Beveren | Eerste klasse A | 23         | 0          | 0     | 0     | —        | —        | 23     | 0      |
| 2020/21 | Waasland-Beveren | Eerste klasse A | 1          | 0          | 0     | 0     | —        | —        | 1      | 0      |
| 2020/21 | Benevento Calcio | Serie A         | 23         | 0          | 1     | 0     | —        | —        | 24     | 0      |
| 2021/22 | Benevento Calcio | Serie B         | 29         | 1          | 1     | 0     | —        | —        | 30     | 1      |
| 2022/23 | Benevento Calcio | Serie B         | 31         | 2          | 1     | 0     | —        | —        | 32     | 2      |
| 2023/24 | KV Mechelen      | Eerste klasse A | 39         | 3          | 1     | 0     | 1        | 0        | 41     | 3      |
| 2024/25 | KV Mechelen      | Eerste klasse A | 22         | 3          | 2     | 0     | —        | —        | 24     | 3      |
| 2025/26 | Royal Antwerp FC | Eerste klasse A | 2          | 0          | 0     | 0     | 0        | 0        | 2      | 0      |
| Totaal  | Totaal           | Totaal          | 192        | 9          | 7     | 0     | 1        | 0        | 200    | 12     |

## Interlandcarrière
Op 22 april 2014 speelde Foulon zijn eerste wedstrijd in een nationale jeugdselectie, het Belgis. Tussen 2014 en 2018 speelde hij in totaal 38 wedstrijden voor de Belgische jeugdelftallen, waarin hij twee keer tot scoren kwam.